# Xiaomi Mi 1
Xiaomi Mi 1 (in cinese: 小米手机) è uno smartphone prodotto da Xiaomi Tech. È stato un dispositivo di fascia alta. Il 20 dicembre 2011 la società ha annunciato un accordo con China Unicom. Il piano era quello di offrire un milione di modelli Mi1 personalizzati al costo di 2699¥ (corrispondenti a circa 380 euro) nei negozi di China Unicom con contratti a termine di 2-3 anni.

## Specifiche tecniche

### Hardware
Il bordo dello Xiaomi Mi 1 è principalmente realizzato in plastica, con gli slot per schede SIM situati all'interno. La porta microUSB si trova nella parte inferiore del dispositivo con il jack audio nella parte superiore del dispositivo. I tasti volume sono posizionati sul lato destro del dispositivo. Nella parte superiore del dispositivo c'è la fotocamera anteriore e i sensori di prossimità. I bordi del dispositivo sono disponibili nei colori: bianco, rosa, blu, giallo, viola e grigio. Lo schermo del dispositivo è un 4 pollici, touchscreen TFT capacitivo con una risoluzione di 245 ppi.

### Software
Lo Xiaomi Mi 1 viene distribuito con a bordo la MIUI.

### Aggiornamenti
Gli aggiornamenti per lo Xiaomi Mi 1 sono disponibili in tre forme: stabili, sviluppatore e giornaliero. Le build stabili sono di solito rilasciate ogni mese, le build sviluppatore sono rilasciate ogni settimana e sono contrassegnate come beta, mentre le versioni giornaliere sono disponibili solo per i beta tester scelti da MIUI